# Maaßsche Wellenform
Maaßsche Formen oder auch Maaßsche Wellenformen werden in der Theorie der automorphen Formen, einem Teilgebiet der Mathematik untersucht. Im klassischen Sinne sind Maaßsche Formen komplexwertige, glatte Funktionen der oberen Halbebene {\displaystyle \mathbb {H} }, die ein ähnliches Transformationsverhalten unter der Operation einer diskreten Untergruppe {\displaystyle \Gamma } von {\displaystyle SL_{2}(\mathbb {R} )} auf der oberen Halbebene aufweisen, wie das der Modulformen. Sie sind Eigenformen des hyperbolischen Laplace-Operators {\displaystyle \Delta } auf {\displaystyle \mathbb {H} } und erfüllen gewisse Wachstumsbedingungen in den Spitzen eines Fundamentalbereichs von {\displaystyle \Gamma }. Im Gegensatz zu den Modulformen müssen Maaßsche Formen nicht holomorph sein. Sie wurden als erstes von Hans Maaß im Jahre 1949 untersucht.

## Allgemeines
Die spezielle lineare Gruppe
{\displaystyle G:=SL_{2}(\mathbb {R} )={\Bigg \{}{\begin{pmatrix}a&b\\c&d\\\end{pmatrix}}\in M_{2}(\mathbb {R} )\,\mid \,ad\,-\,bc=1{\Bigg \}}}
operiert auf der oberen Halbebene {\displaystyle \mathbb {H} =\{z\in \mathbb {C} \mid \operatorname {Im} (z)>0\}} durch die Möbius-Transformationen
{\displaystyle {\begin{pmatrix}a&b\\c&d\\\end{pmatrix}}.z:={\frac {az+b}{cz+d}}}.
Diese Operation kann zu einer Operation auf {\displaystyle \mathbb {H} \cup \{\infty \}\cup \mathbb {\mathbb {R} } } erweitert werden, indem man definiert:
{\displaystyle {\begin{pmatrix}a&b\\c&d\\\end{pmatrix}}.z:={\begin{cases}{\frac {az+b}{cz+d}}&,{\text{ falls }}cz+d\neq 0\\\infty &,{\text{ falls }}cz+d=0\end{cases}}},
{\displaystyle {\begin{pmatrix}a&b\\c&d\\\end{pmatrix}}.\infty :=\lim \limits _{\operatorname {Im} (z)\rightarrow \infty }{{\begin{pmatrix}a&b\\c&d\\\end{pmatrix}}.z}={\begin{cases}{\frac {a}{c}}&,{\text{ falls }}c\neq 0\\\infty &,{\text{ falls }}c=0\end{cases}}}
Auf der oberen Halbebene {\displaystyle \mathbb {H} } ist durch
{\displaystyle \mathrm {d} \mu :={\frac {\mathrm {d} x\,\mathrm {d} y}{y^{2}}}}
ein unter der Operation von {\displaystyle SL_{2}(\mathbb {R} )} invariantes Radon-Maß gegeben.
Sei {\displaystyle \Gamma } eine diskrete Untergruppe von {\displaystyle G}. Ein Fundamentalbereich zu {\displaystyle \Gamma } ist eine offene Teilmenge {\displaystyle F\subset \mathbb {H} }, sodass ein Vertretersystem {\displaystyle R} von {\displaystyle \Gamma \setminus \mathbb {H} } existiert mit
{\displaystyle F\subset R\subset {\overline {F}}} und {\displaystyle \mu ({\overline {F}}\setminus F)=0}.
Ein Fundamentalbereich für die Modulgruppe {\displaystyle \Gamma (1):=SL_{2}(\mathbb {Z} )} ist gegeben durch
{\displaystyle D:=\{z\in \mathbb {H} \,\mid \,|Re(z)|<{\frac {1}{2}}\,,\,|z|<1\}}
(siehe Modulform). Eine Funktion {\displaystyle f\colon \mathbb {H} \to \mathbb {C} } heißt {\displaystyle \Gamma }-invariant, falls {\displaystyle f(\gamma .z)=f(z)} für jedes {\displaystyle \gamma \in \Gamma } und jedes {\displaystyle z\in \mathbb {H} } gilt. Für jede messbare {\displaystyle \Gamma }-invariante Funktion {\displaystyle f\colon \mathbb {H} \to \mathbb {C} } gilt dann
{\displaystyle \int _{F}f\,\mathrm {d} \mu =\int _{\Gamma \setminus \mathbb {H} }f\,\mathrm {d} \mu },
wobei das {\displaystyle \mathrm {d} \mu } auf der rechten Seite der Gleichung das auf dem Quotienten induzierte Maß darstellt.

## Klassische Maaßsche Wellenformen

### Definition des hyperbolischen Laplace-Operators
Der hyperbolische Laplace-Operator auf der Halbebene {\displaystyle \mathbb {H} } ist definiert durch
{\displaystyle \Delta \colon C^{\infty }(\mathbb {H} )\to C^{\infty }(\mathbb {H} )},
mit
{\displaystyle \Delta (f):=-y^{2}\left({\frac {\partial ^{2}f}{\partial x^{2}}}+{\frac {\partial ^{2}f}{\partial y^{2}}}\right)\,.}
Dies entspricht gerade dem (verallgemeinerten) Laplace-Operator beziehungsweise Laplace-Beltrami-Operator bezüglich der hyperbolischen Metrik auf der hyperbolischen Ebene {\displaystyle \mathbb {H} }.

### Definition einer Maaßschen Wellenform
Eine Maaßsche Wellenform zur Gruppe {\displaystyle \Gamma (1):=SL_{2}(\mathbb {Z} )} ist eine glatte Funktion {\displaystyle f} auf {\displaystyle \mathbb {H} }, sodass
1. {\displaystyle f(\gamma z)=f(z)\,\,\,} für alle {\displaystyle \gamma \in \Gamma (1)}, {\displaystyle z\in \mathbb {H} },
2. {\displaystyle \Delta (f)=\lambda f} für ein {\displaystyle \lambda \in \mathbb {C} }.
3. Es existiert ein {\displaystyle N\in \mathbb {N} } mit {\displaystyle f(x+iy)={\mathcal {O}}(y^{N})} für {\displaystyle y\geq 1.}

Gilt außerdem
{\displaystyle \int _{0}^{1}f(z+t)dt=0\,\,\,} für jedes {\displaystyle z\in \mathbb {H} ,}
dann nennt man {\displaystyle f} eine Maaßsche Spitzenform.

### Zusammenhang von Maaßschen Wellenformen und Dirichletreihen
Sei nun {\displaystyle f} eine Maaßsche Wellenform. Dann gilt wegen {\displaystyle \gamma :={\begin{pmatrix}1&1\\0&1\\\end{pmatrix}}\in \Gamma (1)}
{\displaystyle \forall \,z\in \mathbb {H} :\,f(z)=f(\gamma .z)=f(z+1)}.
Damit hat {\displaystyle f} eine Fourier-Entwicklung der Gestalt
{\displaystyle f(x+iy)=\sum _{n=-\infty }^{\infty }a_{n}(y)e^{2\pi inx}},
mit Koeffizientenfunktionen {\displaystyle a_{n}\,,n\in \mathbb {N} .} Man kann nachrechnen, dass {\displaystyle f} genau dann eine Maaßsche Spitzenform ist, wenn {\displaystyle \forall y>0:\ a_{0}(y)=0} gilt. Diese Koeffizientenfunktionen können genau angegeben werden, dafür benötigt man die K-Besselfunktion.
Definition: Die K-Besselfunktion ist für {\displaystyle y>0} definiert durch
{\displaystyle K_{s}(y):={\frac {1}{2}}\int _{0}^{\infty }e^{-y(t+t^{-1})/2}t^{s}{\frac {\mathrm {d} t}{t}}\,\,,s\in \mathbb {C} }.
Das Integral konvergiert für {\displaystyle y>0} lokal gleichmäßig in {\displaystyle s\in \mathbb {C} } und es gilt die Abschätzung
{\displaystyle K_{s}(y)\leq e^{-y/2}K_{\operatorname {Re} (s)}(2),} falls {\displaystyle y>4}.
Damit fällt {\displaystyle K_{s}} betragsmäßig exponentiell für {\displaystyle y\to \infty }. Außerdem gilt {\displaystyle K_{-s}(y)=K_{s}(y)} für alle {\displaystyle s\in \mathbb {C} }, {\displaystyle y>0}.

#### Satz: Fourierkoeffizienten einer Maaßschen Wellenform
Sei {\displaystyle \lambda \in \mathbb {C} } der Eigenwert der Maaßschen Wellenform {\displaystyle f} bezüglich {\displaystyle \Delta }. Sei {\displaystyle \nu \in \mathbb {C} } die bis aufs Vorzeichen eindeutige komplexe Zahl mit {\displaystyle \lambda ={\tfrac {1}{4}}-\nu ^{2}}. Dann gilt für die Fourierkoeffizientenfunktionen von {\displaystyle f}
{\displaystyle a_{n}(y)=c_{n}{\sqrt {y}}K_{\nu }(2\pi |n|y)\,\,\,,\,\,\,c_{n}\in \mathbb {C} ,}
falls {\displaystyle n\neq 0}. Ist {\displaystyle n=0}, so gilt
{\displaystyle a_{0}(y)=c_{0}y^{{\frac {1}{2}}-\nu }+d_{0}y^{{\frac {1}{2}}+\nu }} mit {\displaystyle c_{0},\,d_{0}\in \mathbb {C} }.
Beweis: Es gilt {\displaystyle \Delta (f)=({\tfrac {1}{4}}-\nu ^{2})f}. Nach der Definition von Fourierkoeffizienten gilt für {\displaystyle n\in \mathbb {Z} }
{\displaystyle a_{n}=\int _{0}^{1}f(x+iy)e^{-2\pi inx}\mathrm {d} x.}
Zusammen folgt für {\displaystyle n\in \mathbb {Z} }:
{\displaystyle {\begin{aligned}\left({\frac {1}{4}}-\nu ^{2}\right)a_{n}&=\int _{0}^{1}\left({\frac {1}{4}}-\nu ^{2}\right)f(x+iy)e^{-2\pi inx}\mathrm {d} x\\&=\int _{0}^{1}(\Delta f)(x+iy)e^{-2\pi inx}\mathrm {d} x\\&=-y^{2}\left(\int _{0}^{1}{\frac {\partial ^{2}f}{\partial x^{2}}}(x+iy)e^{-2\pi inx}\mathrm {d} x+\int _{0}^{1}{\frac {\partial ^{2}f}{\partial y^{2}}}(x+iy)e^{-2\pi inx}\mathrm {d} x\right)\\&{\overset {(1)}{=}}-y^{2}(2\pi in)^{2}a_{n}(y)-y^{2}{\frac {\partial ^{2}}{\partial y^{2}}}\int _{0}^{1}f(x+iy)e^{-2\pi inx}\mathrm {d} x\\&=-y^{2}(2\pi in)^{2}a_{n}(y)-y^{2}{\frac {\partial ^{2}}{\partial y^{2}}}a_{n}(y)\\&=4\pi ^{2}n^{2}y^{2}a_{n}(y)-y^{2}{\frac {\partial ^{2}}{\partial y^{2}}}a_{n}(y)\end{aligned}}}
In (1) wurde für den ersten Summanden benutzt, dass der {\displaystyle n}-te Fourierkoeffizient von {\displaystyle {\frac {\partial ^{2}f}{\partial x^{2}}}} genau {\displaystyle (2\pi in)^{2}a_{n}(y)} ist, da wir Fourierreihen gliedweise differenzieren dürfen. Im zweiten Summanden wurde die Reihenfolge von Integration und Differentiation geändert, was erlaubt ist, da {\displaystyle f} beliebig oft stetig differenzierbar in y ist und man über ein Kompaktum integriert. Es ergibt sich folgende lineare Differentialgleichung zweiter Ordnung:
{\displaystyle y^{2}{\frac {\partial ^{2}}{\partial y^{2}}}a_{n}(y)+\left({\frac {1}{4}}-\nu ^{2}-4\pi n^{2}y^{2}\right)a_{n}(y)=0}
Für {\displaystyle n=0} kann man zeigen, dass für jede Lösung {\displaystyle f} dieser Differentialgleichung eindeutige Koeffizienten {\displaystyle c_{0},d_{0}\in \mathbb {C} } existieren, sodass gilt {\displaystyle f(y)=c_{0}y^{{\frac {1}{4}}-\nu }+d_{0}y^{{\frac {1}{4}}+\nu }}.
Für {\displaystyle n\neq 0} ist jede Lösung {\displaystyle f} der obigen Differentialgleichung von der Form
{\displaystyle f(y)=c_{n}{\sqrt {y}}K_{v}(2\pi |n|y)+d_{n}{\sqrt {y}}I_{v}\left(2\pi |n|y\right)}
für eindeutige {\displaystyle c_{n},d_{n}\in \mathbb {C} }, wobei {\displaystyle K_{v}(s)} die K-Besselfunktion und {\displaystyle I_{v}(s)} die I-Besselfunktionen ist (Siehe O. Forster).
Da die I-Besselfunktion exponentiell wächst und die K-Besselfunktion exponentiell fällt, folgt mit der Forderung 3) des höchstens polynomialen Wachstums von {\displaystyle f:}
{\displaystyle a_{n}(y)=c_{n}{\sqrt {y}}K_{v}(2\pi |n|y)}
(also {\displaystyle d_{n}=0}) für ein eindeutiges {\displaystyle c_{n}\in \mathbb {C} .\,\,\,\square }
Gerade und ungerade Maaßsche Wellenformen: Sei {\displaystyle i(z):=-{\overline {z}}}. Dann operiert {\displaystyle i} auf allen Funktionen {\displaystyle f} der oberen Halbebene {\displaystyle \mathbb {H} } via {\displaystyle i(f):=f(i(z))}. Man rechnet leicht nach, dass {\displaystyle \Delta } mit {\displaystyle i} vertauscht. Wir nennen eine Maaßsche Wellenform {\displaystyle f} gerade, wenn {\displaystyle i(f)=f} und ungerade wenn {\displaystyle i(f)=-f}. Ist {\displaystyle f} eine Maaßsche Wellenform, so ist insbesondere damit {\displaystyle {\tfrac {1}{2}}(f+i(f))} eine gerade Maaßsche Wellenform und {\displaystyle {\tfrac {1}{2}}(f-i(f))} eine ungerade Maaßsche Wellenform und es gilt {\displaystyle f={\tfrac {1}{2}}(f+i(f))+{\tfrac {1}{2}}(f-i(f))}.

#### Satz: L-Funktion einer Maaßschen Wellenform
Sei {\displaystyle f(x+iy)=\sum _{n\neq 0}c_{n}{\sqrt {y}}K_{\nu }(2\pi |n|y)e^{2\pi inx}} eine Maaßsche Spitzenform. Wir definieren die sogenannte L-Funktion von {\displaystyle f} als
{\displaystyle L(s,f)=\sum _{n=1}^{\infty }c_{n}n^{-s}}.
Dann konvergiert die Reihe {\displaystyle L(s,f)} für {\displaystyle \operatorname {Re} (s)>{\tfrac {3}{2}}} und man kann sie zu einer ganzen Funktion auf {\displaystyle \mathbb {C} } fortsetzen.
Ist {\displaystyle f} gerade oder ungerade, so definiert man
{\displaystyle \Lambda (s,f):=\pi ^{-s}\Gamma \left({\frac {s+\epsilon +\nu }{2}}\right)\Gamma \left({\frac {s+\epsilon -\nu }{2}}\right)L(s,f),}
wobei {\displaystyle \epsilon =0}, falls {\displaystyle f} gerade und {\displaystyle \epsilon =-1}, falls {\displaystyle f} ungerade ist. Dann erfüllt {\displaystyle \Lambda } die Funktionalgleichung
{\displaystyle \Lambda (s,f)=(-1)^{\epsilon }\Lambda (1-s,f)}.
Beweis:
Sei {\displaystyle f} eine Maaßsche Spitzenform.
Zuerst machen wir uns klar, wie schnell die Fourierkoeffizienten von {\displaystyle f} wachsen.
Behauptung: Es gilt {\displaystyle c_{n}={\mathcal {O}}(n^{\frac {1}{2}})}
Beweis: Da {\displaystyle f} eine Maaßsche Spitzenform ist, existieren {\displaystyle C,N>0}, sodass für {\displaystyle y>1} die Ungleichung {\displaystyle |f(x+iy)|\leq Cy^{N}} gilt. Ist {\displaystyle y<{\tfrac {1}{2}}} und ist {\displaystyle \omega \in D} konjugiert zu {\displaystyle z=x+iy} modulo {\displaystyle \Gamma (1)}, so rechnet man leicht nach, dass {\displaystyle \operatorname {Im} (\omega )\leq {\tfrac {1}{y}}} gilt. Da {\displaystyle f} invariant unter {\displaystyle \Gamma (1)} ist, gilt für {\displaystyle y<{\tfrac {1}{2}}}:
{\displaystyle |f(x+iy)|\leq Cy^{-N}}.
Also gilt für {\displaystyle y<{\frac {1}{2}}} die Abschätzung
{\displaystyle |c_{n}|{\sqrt {y}}|K_{\nu }(2\pi |n|y)\leq \int _{0}^{1}|f(x+iy)|\mathrm {d} x\leq Cy^{-N}}.
Für {\displaystyle n\in \mathbb {Z} \,,|n|>2} und {\displaystyle y={\tfrac {1}{|n|}}} gilt damit
{\displaystyle |c_{n}|\leq Cr^{N+{\frac {1}{2}}}|K_{\nu }(2\pi )|^{-1}}.
Damit finden wir eine Konstante {\displaystyle D\geq C}, sodass für jedes {\displaystyle n\neq 0} gilt:
{\displaystyle |c_{n}|\leq Dr^{N+{\frac {1}{2}}}|K_{\nu }(2\pi )|^{-1}}
Nun fällt die K-Besselfunktion aber exponentiell schnell und {\displaystyle f} ist eine Maaßsche Spitzenform. Zusammen folgt, dass {\displaystyle f} auf dem Fundamentalbereich von {\displaystyle \Gamma (1)} beschränkt ist und damit auf {\displaystyle \mathbb {H} }. Damit können wir den obigen Beweis mit {\displaystyle N=0} wiederholen und erhalten {\displaystyle |c_{n}|\leq Kn^{\frac {1}{2}}} für ein {\displaystyle K<\infty }, also {\displaystyle c_{n}={\mathcal {O}}(n^{\frac {1}{2}})\,.\,\,\square }.
Damit konvergiert die Reihe {\displaystyle L(s,f)} für {\displaystyle \operatorname {Re} (s)>{\tfrac {3}{2}}}.
Um den zweiten Teil des Satzes zu beweisen, brauchen wir noch die Mellin-Transformierte von {\displaystyle K_{\nu }}.
Für {\displaystyle \operatorname {Re} (s)>|\operatorname {Re} (\nu )|} konvergiert das Integral
{\displaystyle \int _{0}^{\infty }K_{\nu }(y)y^{s}{\frac {\mathrm {d} y}{y}}}
absolut und es gilt
{\displaystyle \int _{0}^{\infty }K_{\nu }(y)y^{s}{\frac {\mathrm {d} y}{y}}=2^{s-2}\Gamma ({\frac {s+\nu }{2}})\Gamma ({\frac {s-\nu }{2}})}.
Ist {\displaystyle f} nun gerade oder ungerade, folgt aus der Eindeutigkeit der Fourierkoeffizienten {\displaystyle a_{n}=(-1)^{\epsilon }} für alle {\displaystyle n\in \mathbb {N} }.
Sei {\displaystyle f} gerade. Der Fall {\displaystyle f} ungerade funktioniert ähnlich und wird deswegen hier nicht gezeigt. Dann gilt:
{\displaystyle {\begin{aligned}\int _{0}^{\infty }f(iy)y^{s-{\frac {1}{2}}}{\frac {\mathrm {d} y}{y}}&=2\int _{0}^{\infty }\sum _{n=1}^{\infty }c_{n}y^{s-1}K_{\nu }(2\pi ny)\,\mathrm {d} y\\&=2\sum _{n=1}^{\infty }c_{n}\int _{0}^{\infty }y^{s-1}K_{\nu }(2\pi ny)\mathrm {d} y\\&=2\sum _{n=1}^{\infty }c_{n}(2\pi n)^{-s}\int _{0}^{\infty }y^{s-1}K_{\nu }(y)\mathrm {d} y\\&=2(2\pi )^{-s}\left(\sum _{n=1}^{\infty }c_{n}n^{-s}\right)2^{s-2}\Gamma \left({\frac {s+\nu }{2}}\right)\Gamma \left({\frac {s-\nu }{2}}\right)\\&={\frac {1}{2}}\pi ^{s}\Gamma \left({\frac {s+\nu }{2}}\right)\Gamma \left({\frac {s-\nu }{2}}\right)L(s,f)\\&={\frac {1}{2}}\Lambda (s,f)\end{aligned}}}
Das Vertauschen der Reihenfolge von Integral und Summe zeigt man zum Beispiel mit majorisierter Konvergenz, wobei man ausnutzt, dass für die K-Besselfunktion für {\displaystyle y>4} gilt:
{\displaystyle |K_{s}|\leq e^{-{\frac {y}{2}}}K_{\operatorname {Re} (s)}(2)}
Ebenso zeigt man, dass {\displaystyle f(iy)} für {\displaystyle y\to \infty } exponentiell fällt.
Wir definieren nun
{\displaystyle {\begin{aligned}\Lambda _{1}(s,f)&:=\int _{1}^{\infty }f(iy)y^{s-{\frac {1}{2}}}{\frac {\mathrm {d} y}{y}}\\\Lambda _{2}(s,f)&:=\int _{0}^{1}f(iy)y^{s-{\frac {1}{2}}}{\frac {\mathrm {d} y}{y}}\end{aligned}}}
Damit gilt {\displaystyle \Lambda =2(\Lambda _{1}+\Lambda _{2})}. Da {\displaystyle f(iy)} exponentiell fällt für {\displaystyle y\to \infty }, konvergiert {\displaystyle \Lambda _{1}(s,f)} für jedes {\displaystyle s\in \mathbb {C} } und damit ist {\displaystyle \Lambda _{1}} eine ganze Funktion (komplexe Analysis). Nun ist {\displaystyle f} aber invariant unter {\displaystyle \Gamma (1)}, womit insbesondere {\displaystyle f(iy)=f\left({\begin{pmatrix}0&1\\-1&0\\\end{pmatrix}}.iy\right)=f\left({\frac {1}{-iy}}\right)=f\left(i{\frac {1}{y}}\right)} folgt.
Wir erhalten nun:
{\displaystyle {\begin{aligned}\Lambda _{2}(s,f)&:=\int _{0}^{1}f(iy)y^{s-{\frac {1}{2}}}{\frac {\mathrm {d} y}{y}}\\&=\int _{1}^{\infty }f(i{\frac {1}{y}})y^{-s+{\frac {1}{2}}}{\frac {\mathrm {d} y}{y}}\\&=\int _{1}^{\infty }f(iy)y^{(1-s)-{\frac {1}{2}}}{\frac {\mathrm {d} y}{y}}\\&=\Lambda _{1}(1-s,f)\end{aligned}}}
Damit ist auch {\displaystyle \Lambda _{2}} eine ganze Funktion und damit ist {\displaystyle \Lambda } ganz. Insbesondere kann man damit {\displaystyle L\left(s,f\right)} zu einer ganzen Funktion auf {\displaystyle \mathbb {C} } fortsetzen. Weiterhin gilt für {\displaystyle \Lambda } die Funktionalgleichung
{\displaystyle \Lambda (s,f)=2(\Lambda _{1}(s,f)+\Lambda _{2}(s,f)=2(\Lambda _{1}(s,f)+\Lambda _{1}(1-s,f))=\Lambda (1-s,f)}.
Damit ist {\displaystyle L} insbesondere auf ganz {\displaystyle \mathbb {C} } holomorph fortsetzbar und der Satz ist bewiesen. {\displaystyle \,\,\,\,\,\,\,\,\square }

## Beispiel: Die nichtholomorphe Eisensteinreihe E
Die nichtholomorphe Eisensteinreihe wird für {\displaystyle z\in \mathbb {H} } und {\displaystyle s\in \mathbb {C} } definiert durch
{\displaystyle E(z,s):=\pi ^{-s}\Gamma (s){\frac {1}{2}}\sum _{(m,n)\neq (0,0)}{\frac {y^{s}}{|mz+n|^{2s}}}},
wobei {\displaystyle \Gamma (s)} die Gammafunktion ist.
Die obige Reihe konvergiert absolut in {\displaystyle z\in \mathbb {H} } für {\displaystyle \operatorname {Re} (s)>1} und lokal gleichmäßig in {\displaystyle \mathbb {H} \times \{s\mid \operatorname {Re} (s)>1\}}, denn man kann zeigen, dass die Reihe {\displaystyle S(z,s):=\sum _{(m,n)\neq (0,0)}{\frac {1}{|mz+n|^{s}}}} absolut in {\displaystyle z\in \mathbb {H} } konvergiert, wenn {\displaystyle \operatorname {Re} (s)>2}. Genauer konvergiert die Summe sogar gleichmäßig auf jeder Menge {\displaystyle K\times \{s\mid \operatorname {Re} (s)\geq \alpha \}}, für jedes Kompaktum {\displaystyle K\subset \mathbb {H} } und jedes {\displaystyle \alpha >2}.
Insbesondere ist {\displaystyle E} als Limes stetiger Funktionen stetig in {\displaystyle \mathbb {H} \times \{s\mid \operatorname {Re} (s)>1\}}. Für festes {\displaystyle z\in \mathbb {H} } ist {\displaystyle E} sogar holomorph in {\displaystyle \{s\mid \operatorname {Re} (s)>1\}}, da nach Weierstraß der lokalgleichmäßige Limes holomorpher Funktionen wieder holomorph ist.

### Satz: E ist eine Maaßsche Wellenform
Wir zeigen hier nur die {\displaystyle SL_{2}(\mathbb {Z} )}-Invarianz und die Eigengleichung. Einen Beweis der Glattheit findet man bei Deitmar oder Bump. Die Wachstumsbedingung folgt aus dem Satz der Fourier-Entwicklung von E.
Zuerst zur {\displaystyle SL_{2}(\mathbb {Z} )}-Invarianz. Sei
{\displaystyle \Gamma _{\infty }:=\pm {\begin{pmatrix}1&\mathbb {Z} \\0&1\\\end{pmatrix}}}
die Stabilisatorgruppe von {\displaystyle \infty } bezüglich der Operation von {\displaystyle SL_{2}(\mathbb {Z} )} auf {\displaystyle \mathbb {H} \cup \{\infty \}}. Dann gilt Folgendes.
Lemma: Die Abbildung
{\displaystyle {\begin{aligned}\Gamma _{\infty }\backslash \Gamma &\to \{\pm (x,y)\in \mathbb {Z} ^{2}/\{\pm 1\}\mid \operatorname {ggT} (x,y)=1\}\\\Gamma _{\infty }{\begin{pmatrix}a&b\\c&d\\\end{pmatrix}}&\mapsto \pm (c,d)\end{aligned}}}
ist eine Bijektion.

#### Proposition: E istΓ(1)-invariant
(a) Sei {\displaystyle {\tilde {E}}(z,s):=\sum _{\gamma \in \Gamma _{\infty }\backslash \Gamma }\operatorname {Im} (\gamma z)^{s}}. Dann konvergiert {\displaystyle {\tilde {E}}} absolut in {\displaystyle z\in \mathbb {H} } für {\displaystyle \operatorname {Re} (s)>1} und es gilt:
{\displaystyle E(z,s)=\pi ^{-s}\Gamma (s)\zeta (2s){\tilde {E}}(z,s)}
(b) Es gilt {\displaystyle E(\gamma z,s)=E(z,s)} für jedes {\displaystyle \gamma \in \Gamma (1)}.
Beweis:
Zu (a): Für {\displaystyle \gamma ={\begin{pmatrix}a&b\\c&d\\\end{pmatrix}}\in \Gamma (1)} gilt {\displaystyle \operatorname {Im} (\gamma z)={\frac {\operatorname {Im} (z)}{|cz+d|^{2}}}}. Damit folgt mit obigem Lemma
{\displaystyle {\tilde {E}}(z,s)=\sum _{\gamma \in \Gamma _{\infty }\backslash \Gamma }\operatorname {Im} (\gamma z)^{s}=\sum _{(c,d)=1{\bmod {\pm }}1}{\frac {y^{s}}{|cz+d|^{2s}}}.}
Damit folgt die absolute Konvergenz in {\displaystyle z\in \mathbb {H} } für {\displaystyle \operatorname {Re} (s)>1}.
Des Weiteren folgt
{\displaystyle \zeta (2s){\tilde {E}}(z,s)=\sum _{n=1}^{\infty }n^{-s}\sum _{(c,d)=1{\bmod {\pm }}1}{\frac {y^{s}}{|cz+d|^{2s}}}=\sum _{n=1}^{\infty }\sum _{(c,d)=1{\bmod {\pm }}1}{\frac {y^{s}}{|ncz+nd|^{2s}}}=\sum _{(m,n)\neq (0,0)}{\frac {y^{s}}{|mz+n|^{2s}}}},
denn die Abbildung {\displaystyle \mathbb {N} \times \{(x,y)\in \mathbb {Z} ^{2}-\{(0,0)\}\mid \operatorname {ggT} (x,y)=1\}\to \mathbb {Z} ^{2}-\{(0,0)\},(n,(x,y))\mapsto (nx,ny)} ist eine Bijektion.
Damit folgt (a).
Zu (b): Für {\displaystyle {\tilde {\gamma }}\in \Gamma (1)} gilt
{\displaystyle {\tilde {E}}({\tilde {\gamma }}z,s)=\sum _{\gamma \in \Gamma _{\infty }\backslash \Gamma }\operatorname {Im} ({\tilde {\gamma }}\gamma z)^{s}=\sum _{\gamma \in \Gamma _{\infty }\backslash \Gamma }\operatorname {Im} (\gamma z)^{s}={\tilde {E}}(z,s)}.
Nach (a) ist damit auch {\displaystyle E} invariant unter {\displaystyle \Gamma (1)}. {\displaystyle \,\,\,\,\square }

#### Proposition: E ist eine Eigenform des hyperbolischen Laplace-Operators
Wir benötigen Folgendes.
Lemma: {\displaystyle \Delta } vertauscht mit der Operation von {\displaystyle G} auf {\displaystyle C^{\infty }(\mathbb {H} )}. Genauer gilt für jedes {\displaystyle g\in G}:
{\displaystyle L_{g}\Delta =\Delta L_{g}}
Beweis: Die Gruppe {\displaystyle SL_{2}(\mathbb {R} )} wird erzeugt von den Elementen der Form {\displaystyle {\begin{pmatrix}a&0\\0&{\frac {1}{a}}\\\end{pmatrix}}} mit {\displaystyle a\in \mathbb {R} ^{\times }}, {\displaystyle {\begin{pmatrix}1&x\\0&1\\\end{pmatrix}}} mit {\displaystyle x\in \mathbb {R} } und {\displaystyle S={\begin{pmatrix}0&-1\\1&0\\\end{pmatrix}}}. Man rechnet die Behauptung auf diesen Erzeugern nach und erhält somit die Behauptung für jedes {\displaystyle g\in SL_{2}(\mathbb {R} )}. {\displaystyle \,\,\,\square }
Wegen {\displaystyle E(z,s)=\pi ^{-s}\Gamma (s)\zeta (2s){\tilde {E}}(z,s)} (vergleiche oben) reicht es, die Eigengleichung für {\displaystyle {\tilde {E}}} zu zeigen. Es gilt:
{\displaystyle \Delta {\tilde {E}}(z,s):=\Delta \sum _{\gamma \in \Gamma _{\infty }\backslash \Gamma }\operatorname {Im} (\gamma z)^{s}=\sum _{\gamma \in \Gamma _{\infty }\backslash \Gamma }\Delta \operatorname {Im} (\gamma z)^{s}}
Außerdem gilt
{\displaystyle \Delta \left(\operatorname {Im} (z)^{s}\right)=\Delta (y^{s})=-y^{2}\left({\frac {\partial ^{2}y^{s}}{\partial x^{2}}}+{\frac {\partial ^{2}y^{s}}{\partial y^{2}}}\right)=s(1-s)y^{s}}.
Da der Laplace-Operator mit der Operation von {\displaystyle \Gamma (1)} vertauscht, folgt für jedes {\displaystyle \gamma \in \Gamma (1)}
{\displaystyle \Delta (\operatorname {Im} (\gamma z)^{s})=s(1-s)\operatorname {Im} (\gamma z)^{s}} und damit {\displaystyle \Delta {\tilde {E}}(z,s)=s(1-s){\tilde {E}}(z,s)}.
Damit folgt für {\displaystyle \operatorname {Re} (s)>3} die Eigengleichung auch für {\displaystyle E}. Um die Behauptung für jedes {\displaystyle s\in \mathbb {C} } zu erhalten, betrachte die Funktion {\displaystyle \Delta E(z,s)-s(1-s)E(z,s)}. Man schreibt diese Funktion mit Hilfe der Fourier-Entwicklung von {\displaystyle E} explizit aus und erkennt, dass sie meromorph ist. Nun verschwindet sie aber für {\displaystyle \operatorname {Re} (s)>3}, damit ist sie nach dem Identitätssatz identisch Null und die Eigengleichung gilt für jedes {\displaystyle s\in \mathbb {C} }.{\displaystyle \,\,\,\,\square }

#### Satz zur Fourier-Entwicklung von E
Die nichtholomorphe Eisensteinreihe besitzt eine Fourier-Entwicklung
{\displaystyle E(z,s)=\sum _{n=-\infty }^{\infty }a_{n}(y,s)e^{2\pi inx},}
wobei die Fourierkoeffizienten gegeben sind durch:
{\displaystyle {\begin{aligned}a_{0}(y,s)&=\pi ^{-s}\Gamma (s)\zeta (2s)y^{s}+\pi ^{s-1}\Gamma (1-s)\zeta (2(1-s))y^{1-s}\\a_{n}(y,s)&=2|n|^{2-{\frac {1}{2}}}\sigma _{1-2s}(|n|){\sqrt {y}}K_{s-{\frac {1}{2}}}(2\pi |n|y)\,,\,n\neq 0\end{aligned}}}
Für {\displaystyle z\in \mathbb {H} } hat {\displaystyle E(z,s)} eine meromorphe Fortsetzung in {\displaystyle s} auf ganz {\displaystyle \mathbb {C} }. Diese ist holomorph bis auf einfache Pole in {\displaystyle s=0,1}.
Die Eisenstein-Reihe erfüllt für jedes {\displaystyle z\in \mathbb {H} } die Funktionalgleichung
{\displaystyle E(z,s)=E(z,1-s)}
und es gilt lokal gleichmäßig in {\displaystyle x\in \mathbb {R} } die Wachstumsbedingung
{\displaystyle E(x+iy,s)={\mathcal {0}}(y^{\sigma }),}
wobei {\displaystyle \sigma =\max(\operatorname {Re} (s),1-\operatorname {Re} (s))}.
Die meromorphe Fortsetzung von E ist von großer Bedeutung in der Spektraltheorie des hyperbolischen Laplace-Operators.

## Maaßsche Wellenformen vom Gewicht k

### Kongruenzuntergruppen
Für {\displaystyle N\in \mathbb {N} } sei {\displaystyle \Gamma (N)} der Kern der kanonischen Projektion
{\displaystyle SL_{2}(\mathbb {Z} )\to SL_{2}(\mathbb {Z} \,/\,N\mathbb {Z} )}.
Man nennt {\displaystyle \Gamma (N)} Hauptkongruenzgruppe der Stufe {\displaystyle N}.
Eine Untergruppe {\displaystyle \Gamma \subseteq Sl_{2}(\mathbb {Z} )} heißt Kongruenzuntergruppe, falls ein {\displaystyle N\in \mathbb {N} } existiert, sodass {\displaystyle \Gamma (N)\subseteq \Gamma }.
Alle Kongruenzuntergruppen sind diskret.
Es sei {\displaystyle {\overline {\Gamma (1)}}:=\Gamma (1)\,/\,\pm \,1}. Für eine Kongruenzuntergruppe {\displaystyle \Gamma } sei {\displaystyle {\overline {\Gamma }}} das Bild von {\displaystyle \Gamma } in {\displaystyle {\overline {\Gamma (1)}}}.
Es sei S ein Vertretersystem von {\displaystyle {\overline {\Gamma }}\setminus {\overline {\Gamma (1)}}}, dann ist
{\displaystyle SD=\bigcup _{\gamma \in S}\gamma D}
ein Fundamentalbereich für {\displaystyle \Gamma }. Die Menge {\displaystyle S} ist durch den Fundamentalbereich {\displaystyle SD} eindeutig festgelegt. Zudem ist {\displaystyle S} endlich.
Man nennt die Punkte {\displaystyle \gamma \infty } für {\displaystyle \gamma \in S} Spitzen des Fundamentalbereichs {\displaystyle SD}. Sie liegen komplett in {\displaystyle \mathbb {Q} \cup \{\infty \}}.
Für jede Spitze {\displaystyle c} existiert ein {\displaystyle \sigma \in \Gamma (1)} mit {\displaystyle \sigma \infty =c}.

### Definition Maaßsche Wellenformen vom Gewicht k
Sei {\displaystyle \Gamma } eine Kongruenzuntergruppe von {\displaystyle SL_{2}(\mathbb {R} )} und {\displaystyle k\in \mathbb {Z} }.
Wir verallgemeinern den hyperbolischen Laplace-Operator {\displaystyle \Delta } zum hyperbolischen Laplace-Operator {\displaystyle \Delta _{k}} vom Gewicht {\displaystyle k}, wobei:
{\displaystyle \Delta _{k}\colon C^{\infty }(\mathbb {H} )\to C^{\infty }(\mathbb {H} )}
{\displaystyle \Delta _{k}(f)=-y^{2}\left({\frac {\partial ^{2}f}{\partial x^{2}}}+{\frac {\partial ^{2}f}{\partial y^{2}}}\right)+iky{\frac {\partial f}{\partial x}}}
Für {\displaystyle k\in \mathbb {Z} } definieren wir eine Rechtsoperation von {\displaystyle Sl_{2}(\mathbb {R} )} auf {\displaystyle C^{\infty }(\mathbb {H} )} durch
{\displaystyle f_{||k}g(z):=\left({\frac {cz+d}{|cz+d|}}\right)^{-k}f(g.z),}
wobei {\displaystyle z\in \mathbb {H} \,\,,\,\,g={\begin{pmatrix}\ast &\ast \\c&d\\\end{pmatrix}}\in Sl_{2}(\mathbb {R} )\,\,,\,\,f\in C^{\infty }(\mathbb {H} )}.
Man kann zeigen, dass für jedes {\displaystyle f\in C^{\infty }(\mathbb {H} )}, {\displaystyle k\in \mathbb {Z} } und jedes {\displaystyle g\in Sl_{2}(\mathbb {R} )} gilt:
{\displaystyle (\Delta _{k}f)_{||k}g=\Delta _{k}(f_{||k}g)}
Damit operiert {\displaystyle \Delta _{k}} auf dem Vektorraum
{\displaystyle C^{\infty }(\Gamma \setminus \mathbb {H} ,k):=\{f\in C^{\infty }(\mathbb {H} )\mid \forall \gamma \in \Gamma :f_{||k}\gamma =f\}}.
Definition: Eine Maaßsche Wellenform vom Gewicht {\displaystyle k\in \mathbb {Z} } zur Gruppe {\displaystyle \Gamma } ist eine Funktion {\displaystyle f\in C^{\infty }(\Gamma \setminus \mathbb {H} ,k)}, die eine Eigenform von {\displaystyle \Delta _{k}} ist und von moderatem Wachstum an den Spitzen ist.
Zum Begriff des moderaten Wachstums an den Spitzen:
Ist {\displaystyle \Gamma } eine Kongruenzuntergruppe, dann ist {\displaystyle \infty } eine Spitze und man nennt eine Funktion {\displaystyle f} aus {\displaystyle C^{\infty }(\Gamma \setminus \mathbb {H} ,k)} von moderatem Wachstum bei {\displaystyle \infty }, falls {\displaystyle f(x+iy)} durch ein Polynom beschränkt werden kann, wenn {\displaystyle y\to \infty }. Sei {\displaystyle c\in \mathbb {Q} } nun eine andere Spitze. Dann existiert ein {\displaystyle \theta \in Sl_{2}(\mathbb {Z} )} mit {\displaystyle \theta (\infty )=c}. Sei dann {\displaystyle f':=f_{||k}\theta }. Man rechnet nach, dass dann {\displaystyle f'} in {\displaystyle C^{\infty }(\Gamma '\setminus \mathbb {H} ,k)} liegt, wobei {\displaystyle \Gamma '} die Kongruenzuntergruppe {\displaystyle \theta ^{-1}\Gamma \theta } ist. Man sagt nun {\displaystyle f} ist von moderatem Wachstum an der Spitze {\displaystyle c}, falls {\displaystyle f'} von moderatem Wachstum an der Spitze {\displaystyle \infty } ist.
Enthält {\displaystyle \Gamma } die Hauptkongruenzgruppe der Stufe {\displaystyle N}, so nennt man {\displaystyle f} kuspidal bei unendlich, falls
{\displaystyle \int _{0}^{N}\,f(z+u)\,du=0} für jedes {\displaystyle z\in \mathbb {H} }
gilt. Man nennt {\displaystyle f} kuspidal bei einer Spitze {\displaystyle c}, falls {\displaystyle f'} kuspidal bei unendlich ist.
Ist {\displaystyle f} an jeder Spitze kuspidal, nennt man {\displaystyle f} Spitzenform.
Maaßsche Wellenformen, die kuspidal sind, nennen wir Maaßsche Spitzenformen.
Wir geben ein Beispiel einer Maaßschen Wellenform vom Gewicht {\displaystyle k>1} zur Modulgruppe:
Beispiel: Sei {\displaystyle g\colon \mathbb {H} \to \mathbb {C} } eine Modulform vom Gewicht {\displaystyle k\in 2\mathbb {N} } zur Gruppe {\displaystyle \Gamma (1)}. Dann ist {\displaystyle f(z):=y^{\frac {k}{2}}g(z)} eine Maaßsche Wellenform vom Gewicht {\displaystyle k} zur Gruppe {\displaystyle \Gamma (1)}.
Beweis: Da {\displaystyle g} eine Modulform ist, ist {\displaystyle g} holomorph, also insbesondere glatt in {\displaystyle \mathbb {H} }. Damit ist {\displaystyle f} glatt. Sei nun {\displaystyle \gamma \in \Gamma (1)}. Dann gilt
{\displaystyle f(\gamma z)=\operatorname {Im} (\gamma z)^{\frac {k}{2}}g(\gamma z)=\left({\frac {\operatorname {Im} (z)}{|cz+d|^{2}}}\right)^{\frac {k}{2}}(cz+d)^{k}g(z)=\left({\frac {cz+d}{|cz+d|}}\right)^{k}f(z)}.
Da {\displaystyle g} eine Modulform ist, ist {\displaystyle g} insbesondere holomorph in {\displaystyle \infty }, d. h. {\displaystyle g(x+iy)\to c\in \mathbb {C} } für {\displaystyle y\to \infty }. Damit existiert aber ein {\displaystyle N\in \mathbb {N} }, sodass {\displaystyle f(z):=y^{\frac {k}{2}}g(z)={\mathcal {O}}(y^{N})} für {\displaystyle y\geq 1}.
Wir zeigen nun noch die Eigengleichung für {\displaystyle f}. Da {\displaystyle g} holomorph ist, gelten die Riemannschen Differentialgleichungen, also
{\displaystyle {\frac {\partial g}{\partial x}}=-i{\frac {\partial g}{\partial y}}}
und damit folgt mit dem Satz von Schwarz
{\displaystyle {\frac {\partial ^{2}g}{\partial x^{2}}}=-{\frac {\partial ^{2}g}{\partial y^{2}}}}.
Es gilt dann:
{\displaystyle {\begin{aligned}\Delta _{k}(y^{\frac {k}{2}}g)&=-y^{2}\left({\frac {\partial ^{2}y^{\frac {k}{2}}g}{\partial x^{2}}}+{\frac {\partial ^{2}y^{\frac {k}{2}}g}{\partial y^{2}}}\right)+iky{\frac {\partial y^{\frac {k}{2}}g}{\partial x}}\\&=-y^{2}\left(-y^{\frac {k}{2}}{\frac {\partial ^{2}g}{\partial y^{2}}}+{\frac {k}{2}}\left({\frac {k}{2}}-1\right)y^{{\frac {k}{2}}-2}g+ky^{{\frac {k}{2}}-1}{\frac {\partial g}{\partial y}}+y^{\frac {k}{2}}{\frac {\partial ^{2}g}{\partial y^{2}}}\right)+ky^{{\frac {k}{2}}+1}{\frac {\partial g}{\partial y}}\\&={\frac {k}{2}}\left(1-{\frac {k}{2}}\right)y^{\frac {k}{2}}g\end{aligned}}}
Damit ist {\displaystyle f} eine Maaßsche Form vom Gewicht {\displaystyle k} zur Gruppe {\displaystyle \Gamma (1)}.{\displaystyle \,\,\,\square }

### Das Spektralproblem
Sei {\displaystyle \Gamma } eine Kongruenzuntergruppe von {\displaystyle Sl_{2}(\mathbb {R} )}. Es sei {\displaystyle L^{2}(\Gamma \setminus \mathbb {H} ,k)} der Vektorraum aller messbaren Funktionen {\displaystyle f\colon \mathbb {H} \to \mathbb {C} } mit {\displaystyle f_{||k}\gamma =f} für jedes {\displaystyle \gamma \in \Gamma } und
{\displaystyle ||f||^{2}:=\int _{\Gamma \setminus \mathbb {H} }|f(z)|^{2}\,{\frac {dx\,dy}{y^{2}}}<\infty }
modulo Funktionen mit {\displaystyle ||f||=0}. Das Integral ist wohldefiniert, da die Funktion {\displaystyle |f(z)|^{2}} {\displaystyle \Gamma }-invariant ist. Der Raum {\displaystyle L^{2}(\Gamma \setminus \mathbb {H} ,k)} ist ein Hilbertraum mit dem Skalarprodukt
{\displaystyle \langle f,g\rangle =\int _{\Gamma \setminus \mathbb {H} }f(z){\overline {g(z)}}\,{\frac {dx\,dy}{y^{2}}}}.
Der Operator {\displaystyle \Delta _{k}} kann auf einem in {\displaystyle L^{2}(\Gamma \setminus \mathbb {H} ,k)} dichten Teilraum {\displaystyle B\subset L^{2}(\Gamma \setminus \mathbb {H} ,k)\cap C^{\infty }(\Gamma \setminus \mathbb {H} ,k)} definiert werden. Dort ist er ein positiv semidefiniter symmetrischer Operator. Es lässt sich zeigen, dass es eine eindeutige selbstadjungierte Fortsetzung auf {\displaystyle L^{2}(\Gamma \setminus \mathbb {H} ,k)} gibt.
Wir bezeichnen mit {\displaystyle C(\Gamma \setminus \mathbb {H} ,k)} den Raum aller Spitzenformen in {\displaystyle L^{2}(\Gamma \setminus \mathbb {H} ,k)\cap C^{\infty }(\Gamma \setminus \mathbb {H} ,k)}. Dann operiert {\displaystyle \Delta _{k}} auf {\displaystyle C(\Gamma \setminus \mathbb {H} ,k)} und hat dort ein reines Eigenwertspektrum. Das Spektrum auf dem orthogonalen Komplement hat einen kontinuierlichen Anteil und wird mit der Hilfe von (modifizierten) nicht-holomorphen Eisensteinreihen, deren meromorphen Fortsetzungen und deren Residuen beschrieben. Für eine genaue Analyse siehe Bump oder Iwaniec. Ist {\displaystyle \Gamma } eine diskrete (torsionsfreie) Untergruppe, sodass der Quotient {\displaystyle \Gamma \setminus \mathbb {H} } kompakt ist, vereinfacht sich das Spektralproblem. Das liegt vor allem daran, dass eine diskrete cokompakte Untergruppe keine Spitzen besitzt. Hier ist der komplette Raum {\displaystyle L^{2}(\Gamma \setminus \mathbb {H} ,k)} eine Summe von Eigenräumen des Operators {\displaystyle \Delta _{k}}.

### Einbettung in den Raum L2(Γ\G)
{\displaystyle G=Sl_{2}(\mathbb {R} )} ist eine unimodulare lokalkompakte Gruppe mit der Teilraumtopologie des {\displaystyle \mathbb {R} ^{4}}.
Sei {\displaystyle \Gamma } wieder eine Kongruenzuntergruppe. Da {\displaystyle \Gamma } diskret in {\displaystyle G} liegt, ist {\displaystyle \Gamma } abgeschlossen in {\displaystyle G}. Die Gruppe {\displaystyle G} ist unimodular, und da das Zählmaß ein Haar-Maß auf der diskreten Gruppe {\displaystyle \Gamma } ist, ist auch {\displaystyle \Gamma } unimodular. Damit existiert nach der Quotientenintegralformel ein {\displaystyle G}-rechtsinvariantes Radon-Maß {\displaystyle \mathrm {d} x} auf dem lokalkompakten Raum {\displaystyle \Gamma \setminus G}. Wir betrachten nun den zu dem Maß {\displaystyle \mathrm {d} x} gehörigen {\displaystyle L^{2}}-Raum {\displaystyle L^{2}(\Gamma \setminus G)}.
Der Raum {\displaystyle L^{2}(\Gamma \setminus G)} zerfällt in eine direkte Hilbert-Summe
{\displaystyle L^{2}(\Gamma \setminus G)=\bigoplus _{k\in \mathbb {Z} }L^{2}(\Gamma \setminus G,k),}
wobei {\displaystyle L^{2}(\Gamma \setminus G\,,\,k):=\{\phi \in L^{2}(\Gamma \setminus G)\,\mid \,\forall \,x\in \Gamma \setminus G\,\forall \,\theta \in \mathbb {R} :\,\phi (xk_{\theta })=e^{ik\theta }F(x)\,\,\,\}} und {\displaystyle k_{\theta }={\begin{pmatrix}\cos(\theta )&-\sin(\theta )\\\sin(\theta )&\cos(\theta )\\\end{pmatrix}}\,\,\in SO(2)} für {\displaystyle \theta \in \mathbb {R} }.
Der Hilbertraum {\displaystyle L^{2}(\Gamma \setminus \mathbb {H} \,,\,k)} kann isometrisch in den Hilbertraum {\displaystyle L^{2}(\Gamma \setminus G\,,\,k)} eingebettet werden. Die Isometrie ist gegeben durch die Abbildung
{\displaystyle \psi _{k}\colon L^{2}(\Gamma \setminus \mathbb {H} \,,\,k)\to L^{2}(\Gamma \setminus G\,,\,k)\,,\,\psi _{k}(f)(g):=f_{||k}\gamma (i).}
Damit können wir alle Maaßschen Spitzenformen zur Kongruenzgruppe {\displaystyle \Gamma } als Elemente von {\displaystyle L^{2}(\Gamma \setminus G)} auffassen.
{\displaystyle L^{2}(\Gamma \setminus G)} ist ein Hilbertraum, auf dem {\displaystyle G} via Rechtstranslation operiert:
{\displaystyle R_{g}\phi :=\phi (xg)},
wobei {\displaystyle x\in \Gamma \setminus G} und {\displaystyle \phi \in L^{2}(\Gamma \setminus G)}.
Man rechnet leicht nach, dass {\displaystyle R} eine unitäre Darstellung von {\displaystyle G} auf dem Hilbertraum {\displaystyle L^{2}(\Gamma \setminus G)} ist. Man will nun die Darstellung {\displaystyle (R,L^{2}(\Gamma \setminus G))} in eine Summe von irreduziblen Unterdarstellungen zerlegen. Es stellt sich heraus, dass dies nur möglich ist, wenn {\displaystyle \Gamma } cokompakt ist. Ansonsten kommt noch ein kontinuierliches Hilbert-Integral hinzu.
Das Interessante ist, dass die Lösung dieses Problems auch das Spektralproblem der Maaßschen Formen löst. Für eine genaue Analyse dieses Zusammenhangs siehe auch Bump.

## Automorphe Darstellungen der Adelgruppe

### Die Gruppe Gl2(A)
Für einen Ring {\displaystyle R} mit Eins sei {\displaystyle G_{R}:=Gl_{2}(R)} die Gruppe der {\displaystyle 2\times 2}-Matrizen mit Einträgen in {\displaystyle R} und in {\displaystyle R} invertierbarer Determinante.
Sei {\displaystyle \mathbb {A} =\mathbb {A} _{\mathbb {Q} }} der Ring der (rationalen) Adele, {\displaystyle \mathbb {A} _{fin}} der Ring der endlichen (rationalen) Adele und für eine Primzahl {\displaystyle p\in \mathbb {N} } sei {\displaystyle \mathbb {Q} _{p}} der Körper der p-adischen Zahlen und {\displaystyle \mathbb {Z} _{p}} der Ring der ganzen p-adischen Zahlen.
Es sei {\displaystyle G_{p}:=G_{\mathbb {Q} _{p}}}. Sowohl {\displaystyle G_{p}} als auch {\displaystyle G_{\mathbb {R} }} sind mit den jeweiligen Teilraumtopologien von {\displaystyle \mathbb {Q} _{p}^{4}} beziehungsweise {\displaystyle \mathbb {R} ^{4}} lokalkompakte unimodulare Gruppen.
Die Gruppe {\displaystyle G_{fin}:=G_{\mathbb {A} _{fin}}} ist isomorph zur Gruppe {\displaystyle {\widehat {\prod _{p<\infty }}}^{K_{p}}G_{p}}, wobei hiermit das eingeschränkte direkte Produkt (siehe Adelring) der Gruppen {\displaystyle G_{p}} bezüglich der kompakten, offenen Untergruppen {\displaystyle K_{p}:=G_{\mathbb {Z} _{p}}} von {\displaystyle G_{p}} gemeint ist. Dann ist {\displaystyle G_{fin}} mit der eingeschränkten Produkttopologie eine lokalkompakte Gruppe.
Die Gruppe {\displaystyle G_{\mathbb {A} }} ist isomorph zur Gruppe
{\displaystyle G_{fin}\times G_{\mathbb {R} }}
und ist eine lokalkompakte Gruppe mit der Produkttopologie, da {\displaystyle G_{fin}} und {\displaystyle G_{\mathbb {R} }} lokalkompakte Gruppen sind.
Mit {\displaystyle {\widehat {\mathbb {Z} }}} bezeichnen wir den Ring {\displaystyle \prod _{p<\infty }\mathbb {Z} _{p}}. Die Untergruppe
{\displaystyle G_{\widehat {\mathbb {Z} }}:=\prod _{p<\infty }K_{p}}
ist eine maximal kompakte, offene Untergruppe von {\displaystyle G_{fin}} und wird durch die Abbildung {\displaystyle x_{fin}\mapsto (x_{fin},1_{\infty })} auch als Untergruppe von {\displaystyle G_{\mathbb {A} }} aufgefasst.
Mit {\displaystyle Z_{\mathbb {R} }} bezeichnen wir das Zentrum von {\displaystyle G_{\infty }}, also Diagonalmatrizen der Form {\displaystyle {\begin{pmatrix}\lambda &\\&\lambda \\\end{pmatrix}}}, wobei {\displaystyle \lambda \in \mathbb {R} ^{\times }}. Wir fassen {\displaystyle Z_{\mathbb {R} }} als Untergruppe von {\displaystyle G_{\mathbb {A} }} auf via der Einbettung {\displaystyle z\mapsto (1_{G_{fin}},z)}.
Die Gruppe {\displaystyle G_{\mathbb {Q} }} wird diagonal in {\displaystyle G_{\mathbb {A} }} eingebettet, was möglich ist, da die vier Einträge eines {\displaystyle x\in G_{\mathbb {Q} }} nur endlich viele Primteiler besitzen und damit {\displaystyle x} in {\displaystyle K_{p}} für alle bis auf endlich viele Primzahlen {\displaystyle p\in \mathbb {N} } liegt.
Sei {\displaystyle G_{\mathbb {A} }^{1}} die Gruppe aller {\displaystyle x\in G_{\mathbb {A} }} mit {\displaystyle |\det(x)|=1}, wobei hier der Betrag des Idels {\displaystyle \det(x)} gemeint ist. Man rechnet sofort nach, das {\displaystyle G_{\mathbb {Q} }} sogar in {\displaystyle G_{\mathbb {A} }^{1}} liegt (Produktformel).
Mittels der Injektion {\displaystyle G_{\mathbb {A} }^{1}\hookrightarrow G_{\mathbb {A} }} kann man die Gruppen {\displaystyle G_{\mathbb {Q} }\setminus G_{\mathbb {A} }^{1}} und {\displaystyle G_{\mathbb {Q} }Z_{\mathbb {R} }\setminus G_{\mathbb {A} }} miteinander identifizieren.
Für {\displaystyle G_{\mathbb {A} }} gilt folgender Satz:
Die Gruppe {\displaystyle G_{\mathbb {Q} }} liegt dicht in {\displaystyle G_{fin}} und diskret in {\displaystyle G_{\mathbb {A} }}. Der Quotient {\displaystyle G_{\mathbb {Q} }Z_{\mathbb {R} }\setminus G_{\mathbb {A} }=G_{\mathbb {Q} }\setminus G_{\mathbb {A} }^{1}} ist nicht kompakt, hat aber endliches Haarmaß.
Damit ist {\displaystyle G_{\mathbb {Q} }} insbesondere ein Gitter von {\displaystyle G_{\mathbb {A} }^{1}}, wie es im klassischen Fall die Modulgruppe von {\displaystyle Sl_{2}(\mathbb {R} )} war. Zudem folgt, dass {\displaystyle G_{\mathbb {A} }^{1}} unimodular ist.

### Adelisierung von Spitzenformen
Wir wollen nun die klassischen Maaßschen Spitzenformen von Gewicht 0 zur Modulgruppe als Funktionen auf {\displaystyle Z_{\mathbb {R} }\,\,G_{\mathbb {Q} }\setminus G_{\mathbb {A} }} auffassen. Das funktioniert mit dem starken Approximationstheorem, das besagt, dass die Abbildung
{\displaystyle \psi \colon G_{\mathbb {Z} }x_{\infty }\mapsto G_{\mathbb {Q} }(1,x_{\infty })G_{\widehat {\mathbb {Z} }}}
ein {\displaystyle G_{\mathbb {R} }}-äquivarianter Homöomorphismus ist. Es gilt dann
{\displaystyle G_{\mathbb {Z} }\setminus G_{\mathbb {R} }\,\,{\tilde {\to }}\,\,G_{\mathbb {Q} }\setminus G_{\mathbb {A} }\,\,/\,\,G_{\widehat {\mathbb {Z} }}}
und damit auch
{\displaystyle G_{\mathbb {Z} }\,Z_{\mathbb {R} }\setminus G_{\mathbb {R} }\,\,{\tilde {\to }}\,\,G_{\mathbb {Q} }\,Z_{\mathbb {R} }\setminus G_{\mathbb {A} }\,\,/\,\,G_{\widehat {\mathbb {Z} }}.}
Nun liegen Maaßsche Spitzenformen vom Gewicht Null zur Modulgruppe {\displaystyle \Gamma (1)} in
{\displaystyle L^{2}(Sl_{2}(\mathbb {Z} )\setminus Sl_{2}(\mathbb {R} ))\,\,{\tilde {=}}\,\,L^{2}(Gl_{2}(\mathbb {Z} )\,Z_{\mathbb {R} }\setminus Gl_{2}(\mathbb {R} ))}.
Dieser Raum ist aber nach dem starken Approximationstheorem unitär isomorph zu
{\displaystyle L^{2}(G_{\mathbb {Q} }\,Z_{\mathbb {R} }\setminus G_{\mathbb {A} }\,\,/\,\,G_{\widehat {\mathbb {Z} }})\,\,{\tilde {=}}\,\,L^{2}(G_{\mathbb {Q} }\,Z_{\mathbb {R} }\setminus G_{\mathbb {A} })^{G_{\widehat {\mathbb {Z} }}},}
was ein Unterraum von {\displaystyle L^{2}(G_{\mathbb {Q} }\,Z_{\mathbb {R} }\setminus G_{\mathbb {A} })} ist.
Mit dem gleichen Argument kann man damit auch die klassischen holomorphen Spitzenformen als Elemente von {\displaystyle L^{2}(G_{\mathbb {Q} }\,Z_{\mathbb {R} }\setminus G_{\mathbb {A} })} auffassen. Mit einer kleinen Verallgemeinerung des starken Approximationstheorems erkennt man, dass man alle klassischen Maaßschen Spitzenformen (als auch holomorphen Spitzenformen) von beliebigem Gewicht zu jeder Kongruenzuntergruppe {\displaystyle \Gamma } in {\displaystyle L^{2}(G_{\mathbb {Q} }\,Z_{\mathbb {R} }\setminus G_{\mathbb {A} })} einbetten kann.
In der Literatur wird {\displaystyle L^{2}(G_{\mathbb {Q} }\,Z_{\mathbb {R} }\setminus G_{\mathbb {A} })} oft als Menge der automorphen Formen (der Adelgruppe) bezeichnet. Ersetzt man die {\displaystyle L^{2}} Bedingung durch geeignete Wachstumsbedingungen, gehören auch die eingebetteten nichtholomorphen Eisensteinreihen zu den automorphen Formen, die selbst nicht {\displaystyle L^{2}}-integrierbar sind.

### Spitzenformen der Adelegruppe
Für einen Ring {\displaystyle R} sei {\displaystyle N_{R}} die Menge aller {\displaystyle {\begin{pmatrix}1&r\\&1\\\end{pmatrix}}} wobei {\displaystyle \,r\,\in \,R}. Diese Gruppe ist isomorph zur additiven Gruppe von {\displaystyle R}.
Man nennt eine Funktion {\displaystyle f\in L^{2}(G_{\mathbb {Q} }\setminus G_{\mathbb {A} }^{1})} Spitzenform, falls
{\displaystyle \int _{N_{\mathbb {Q} }\setminus N_{\mathbb {A} }}\,f(nx)\,dn=0}
für fast alle {\displaystyle x\in G_{\mathbb {Q} }\setminus G_{\mathbb {A} }^{1}} gilt. Der Vektorraum aller Spitzenformen bezeichnet man mit {\displaystyle L_{cusp}^{2}(G_{\mathbb {Q} }\setminus G_{\mathbb {A} }^{1})} oder kurz mit {\displaystyle L_{cusp}^{2}}. {\displaystyle L_{cusp}^{2}} ist abgeschlossen und invariant unter der rechtsregulären Darstellung von {\displaystyle G_{\mathbb {A} }^{1}}.
Man ist nun an einer Zerlegung von {\displaystyle L_{cusp}^{2}} in irreduzible abgeschlossene Unterräume unter der rechtsregulären Darstellung interessiert.
Genauer gilt folgender Satz:
Der Raum {\displaystyle L_{cusp}^{2}} zerfällt in eine direkte Summe irreduzibler Hilberträume mit endlichen Vielfachheiten:
{\displaystyle L_{cusp}^{2}={\widehat {\bigoplus }}_{\pi \in {\widehat {G_{\mathbb {A} }}}}N_{cusp}(\pi )\pi }
Die Bestimmung der Vielfachheiten {\displaystyle N_{cusp}(\pi )} ist eines der schwierigsten und wichtigsten Probleme der Theorie der automorphen Formen.

### Kuspidale Darstellungen der Adelgruppe
Eine irreduzible Darstellung {\displaystyle \pi } der Gruppe {\displaystyle G_{\mathbb {A} }} heißt kuspidal, wenn sie isomorph zu einer Unterdarstellung von {\displaystyle L_{cusp}^{2}} ist.
Eine irreduzible Darstellung {\displaystyle \pi } der Gruppe {\displaystyle G_{\mathbb {A} }} heißt zulässig, falls es eine kompakte Menge {\displaystyle K\subset G_{\mathbb {A} }} gibt, sodass {\displaystyle \dim _{K}(V_{\pi },V_{\tau })<\infty } für jedes {\displaystyle \tau \in \in {\widehat {G_{\mathbb {A} }}}}.
Man kann zeigen, dass jede kuspidale Darstellung zulässig ist.
Die Zulässigkeit wird gebraucht, um den sogenannten Tensorproduktsatz anzuwenden, der besagt, dass jede irreduzible unitäre Darstellung der Gruppe {\displaystyle G_{\mathbb {A} }} isomorph zu einem unendlichen Tensorprodukt {\displaystyle \bigotimes _{p\leq \infty }\,\pi _{p}} ist, wobei die {\displaystyle \pi _{p}} irreduzible Darstellungen der Gruppe {\displaystyle G_{p}} sind, die fast alle unverzweigt sind.
(Eine Darstellung {\displaystyle \pi _{p}} der Gruppe {\displaystyle G_{p}} {\displaystyle (p<\infty )} heißt unverzweigt, falls der Vektorraum
:{\displaystyle V_{\pi _{p}}^{K_{p}}=\{v\in V_{\pi _{p}}\,\mid \,\forall \,k\in K_{p}:\,\pi _{p}(k)v=v\}}
nicht der Nullraum ist.)
Zur Konstruktion eines unendlichen Tensorprodukts siehe zum Beispiel Deitmar, Kap.7.

### Automorphe L-Funktionen
Es sei {\displaystyle \pi } eine irreduzible zulässige unitäre Darstellung von {\displaystyle G_{\mathbb {A} }}. Nach dem Tensorproduktsatz ist {\displaystyle \pi } von der Form {\displaystyle \pi =\bigotimes _{p\leq \infty }\,\pi _{p}}, wobei die {\displaystyle \pi _{p}} irreduzible Darstellungen der Gruppen {\displaystyle G_{p}} sind, die fast alle unverzweigt sind.
Es sei {\displaystyle F} eine endliche Stellenmenge, sodass {\displaystyle \infty \in F} und {\displaystyle F} alle verzweigten Stellen enthält. Man definiert die globale L-Funktion von {\displaystyle \pi } als
{\displaystyle L^{F}(\pi ,s):=\prod _{p\notin F}L(\pi _{p},s),}
wobei {\displaystyle L(\pi _{p},s)} eine sogenannte lokale L-Funktion der lokalen Darstellung {\displaystyle \pi _{p}} ist. Für eine ausführliche Konstruktion einer lokalen L-Funktion siehe zum Beispiel Anton Deitmar: Automorphe Formen, Kapitel 8.2.
Ist {\displaystyle \pi } eine kuspidale Darstellung, so setzt die L-Funktion {\displaystyle L^{F}(\pi ,s)} zu einer meromorphen Funktion auf {\displaystyle \mathbb {C} } fort. Das ist möglich, da {\displaystyle L^{F}(\pi ,s)}, wie auch die klassischen L-Funktionen, bestimmte Funktionalgleichungen erfüllt.
Einer adelisierten Maaßschen Spitzenformen {\displaystyle f} (oder auch einer holomorphen Spitzenform) kann eine kuspidale Darstellung {\displaystyle \pi _{f}} zugewiesen werden, sodass die L-Funktion {\displaystyle L^{F}(\pi _{f},s)} mit der klassischen L-Funktion {\displaystyle L(f,s)} übereinstimmt. In diesem Sinne sind die automorphen L-Funktionen eine Verallgemeinerung der klassischen L-Funktionen. Sie wurden zum ersten Mal 1969 von Robert Langlands untersucht.

## Belege
1. ↑  Siehe zum Beispiel Gelbart: Automorphic forms of the adele group.